# 化順
化順（かじゅん）は宋代に反乱を起こした王均が大蜀を号し自立した際に建てた私年号。1000年。 

## 西暦との対照表
| 化順 | 元年   |
| 西暦 | 1000年 |
| 干支 | 庚子   |